# Marathon van Wenen 1993
De marathon van Wenen 1993 vond plaats op zondag 18 april 1993 in Wenen. Het was de tiende editie van deze wedstrijd.
Bij de mannen won Carlos Patricio uit Portugal in 2:11.00. Hij had een ruime voorsprong op de Tsjech Karel David, die de vorige twee edities van de wedstrijd had gewonnen. Bij de vrouwen zegevierde de Noorse Bente Moe in 2:38.21.
In totaal finishten 4719 hardlopers, waarvan 4377 mannen en 342 vrouwen.

## Uitslagen

### Mannen
| rang   | naam                | land | tijd    |
| ------ | ------------------- | ---- | ------- |
| Goud   | Carlos Patricio     | POR  | 2:11.00 |
| Zilver | Karel David         | CZE  | 2:13.16 |
| Brons  | Nikolay Tabak       | UKR  | 2:14.18 |
| 4      | Viktor Vikhristenko | UKR  | 2:14.51 |
| 5      | Petr Pipa           | SVK  | 2:16.00 |
| 6      | Tomasz Kozlowski    | POL  | 2:16.53 |
| 7      | Barnabas Qamunga    | TAN  | 2:18.52 |
| 8      | Miroslaw Dzienisik  | POL  | 2:18.54 |
| 9      | Bogdan Jarosz       | POL  | 2:18.55 |

### Vrouwen
| rang   | naam             | land | tijd    |
| ------ | ---------------- | ---- | ------- |
| Goud   | Bente Moe        | NOR  | 2:38.21 |
| Zilver | Ana Nanu         | ROU  | 2:46.44 |
| Brons  | Elisabeth Singer | AUT  | 2:48.44 |
| 4      | Renata Sitek     | AUT  | 2:49.59 |
| 5      | Andrea Hofmann   | AUT  | 2:54.28 |

1984 ·
1985 ·
1986 ·
1987 ·
1988 ·
1989 ·
1990 ·
1991 ·
1992 ·
1993 ·
1994 ·
1995 ·
1996 ·
1997 ·
1998 ·
1999 ·
2000 ·
2001 ·
2002 ·
2003 ·
2004 ·
2005 ·
2006 ·
2007 ·
2008 ·
2009 ·
2010 ·
2011 · 
2012 ·
2013 ·
2014 ·
2015 ·
2016 ·
2017 ·
2018 ·
2019 ·
2020 ·
2021 ·
2022 ·
2023 ·
2024